# Ryota Matsumoto
Ryota Matsumoto (松本 良多 Matsumoto Ryota?), född 21 november 1990 i Saitama prefektur, är en japansk fotbollsspelare.
Matsumoto började sin karriär 2013 i Consadole Sapporo. 2015 flyttade han till FC Machida Zelvia. Han spelade 92 ligamatcher för klubben. 2018 flyttade han till Montedio Yamagata.